# NGC 7166
NGC 7166 is een elliptisch sterrenstelsel in het sterrenbeeld Kraanvogel. Het hemelobject werd op 5 september 1834 ontdekt door de Britse astronoom John Herschel.

## Synoniemen
- ESO 288-27
- MCG -7-45-4
- AM 2157-433
- PGC 67817